# Gaëtan Gatian de Clérambault
Gaëtan Henri Alfred Edouard Léon Marie Gatian de Clérambault (ur. 2 lipca 1872 w Bourges, zm. 17 listopada 1934 w Malakoff) – francuski lekarz psychiatra, malarz, etnograf, fotograf.

## Życiorys
Ukończył studia w 1899 roku. W 1905 roku został lekarzem asystentem w zakładzie dla chorych umysłowo Prefecture de Police. Od 1920 kierował tą instytucją. Przez pewien czas nauczał w École nationale supérieure des beaux-arts.
Za bohaterstwo podczas I wojny światowej otrzymał krzyż Legii Honorowej oraz Krzyż Wojenny. W 1934 roku, po nieudanej operacji zaćmy, cierpiąc na depresję z urojeniami winy, odebrał sobie życie przy użyciu broni palnej.
Zajmował się m.in. opisywaniem objawów psychotycznych i ich kategoryzacją, opisał szczegółowo erotomanię (nazywaną czasem zespołem Clérambaulta) i, niezależnie od rosyjskiego psychiatry Wiktora Kandinskiego, postać zespołu paranoidalnego z pseudohalucyncjami – zespół Kandinskiego-Clérambaulta.

## Wybrane prace
- Contribution à l'étude de l'othématome (pathogénie, anatomie pathologique et traitement). Thèse Paris, 1899.
- Passion érotique des étoffes chez la femme (1908), Archives d’anthropologie criminelle de Médecine légale, t. XXIII, Éd. Masson et Cie, 1908.
- Passion érotique des étoffes chez la femme (1910)], Archives d’anthropologie criminelle de Médecine légale, t. XXV, Éd. Masson et Cie, 1910.
- La fin d’une voyante (présentation de malade), Bulletin de la Société Clinique de Médecine Mentale, décembre 1920.
- Les délires passionnels. Érotomanie, Revendication, Jalousie (présentation de malade), Bulletin de la Société Clinique de Médecine Mentale, février 1921.
- Érotomanie Pure. Érotomanie Associée (présentation de malade), Bulletin de la Société Clinique de Médecine Mentale, juillet 1921.
- Érotomanie pure persistant depuis 37 années (présentation de malade), Bulletin de la Société Clinique de Médecine Mentale, juin 1923.

Reedycje
- L'Automatisme mental. Empêcheurs de penser en rond, 1992 ISBN 978-2-908602-15-9
- L'érotomanie. Empêcheurs de penser en rond, 2002 ISBN 978-2-84671-035-0
- La fin d'une voyante. Empêcheurs de penser en rond, 1997 ISBN 978-2-84324-004-1
- Oeuvres psychiatriques. Frénésie, 1998 ISBN 978-2-906225-07-7
- Passion érotique des étoffes chez la femme. Empêcheurs de penser en rond, 2002 ISBN 978-2-84671-036-7
- Souvenirs d'un médecin opéré de la cataracte suivi de En photo profonde avec Clérambault. Empêcheurs de penser en rond, 1992 ISBN 978-2-908602-20-3